# Saint-Germain-sur-Ay
Saint-Germain-sur-Ay – miejscowość i gmina we Francji, w regionie Normandia, w departamencie Manche.
Według danych na rok 1990 gminę zamieszkiwało 638 osób, a gęstość zaludnienia wynosiła 44 osoby/km² (wśród 1815 gmin Dolnej Normandii Saint-Germain-sur-Ay plasuje się na 351. miejscu pod względem liczby ludności, natomiast pod względem powierzchni na miejscu 260.).